# Myrmokata
Myrmokata is een geslacht van vliesvleugeligen uit de familie Eulophidae. De wetenschappelijke naam van dit geslacht is voor het eerst geldig gepubliceerd in 1972 door Boucek.

## Soorten
Het geslacht Myrmokata is monotypisch en omvat slechts de volgende soort:
- Myrmokata diparoides Boucek, 1972